# Ephesia columbina
Ephesia columbina là một loài bướm đêm trong họ Erebidae.